# Панорамикс
Панорамикс (фр. Panoramix) — друид в комиксах «Астерикс и Обеликс» Рене Госинни и Альбера Удерзо и телевизионных фильмах по мотивам комиксов.

## Описание и деятельность
Панорамикс — друид галльской деревни, для которой он готовит волшебный напиток. Этот напиток дает исключительную силу в течение некоторого времени для того, кто его выпил. Один из жителей деревни, Обеликс, не имеет права пить волшебное зелье, поскольку в детстве упал в котёл с ним, и теперь у него богатырская сила. Но в фильме «Астерикс и Обеликс: Миссия „Клеопатра“», а также в мультфильме «Астерикс и Клеопатра», Панорамикс позволяет ему выпить несколько капель для вызволения его самого и Астерикса из пирамиды. Позже, в мультфильме «Астерикс: Земля Богов», друид снова даёт Обеликсу зелье, под предлогом «Нам всегда было любопытно».

## Появление
Панорамикс появляется в первом эпизоде комиксов «Астерикс и Обеликс». Позднее он появляется в каждом выпуске комиксов (далее в мультфильмах, фильмах и компьютерных играх, его роль в деревне Астерикса очень велика).

## Волшебное зелье
Что касается волшебного зелья, его состав находится в строгом секрете. Известно лишь несколько ключевых ингредиентов:
- Рок нефти (то есть нефть), но свекольный сок может заменить нефть.
- Рыба
- Омары
- Омела
- Клубника
- Мед
- Морковь
- Слюна летучей мыши
- Клевер

## Прочее
Как и многие персонажи «Астерикса из Галлии», имя Панорамикса меняется в зависимости от языка:
- Akvavitix — финский
- Гетафикс — английский
- Miraculix — немецкий
- Аспириникс (Aspiriniks) — сербский
- Büyüfiks — турецкий
- Magicoturmix — венгерский
- हकीम वैधिक्स (Хаким Vaidhix) — хинди
- Etashetamix — бенгальский
- Sjóðríkur — исландский
- אשפיקס (Ashafix) — иврит
- Починикс — русский (неофициально, так как в фильмах, современных редакциях комиксов, а также в мультфильмах «Астерикс: Земля богов» и «Астерикс и тайное зелье», равно как и в некоторых переводах более ранних мультфильмов используется оригинальное имя друида)
- Miraklomiks — эсперанто
- Marschmeramix — в Эльзасе

## Актёры
- Клод Пьеплу («Астерикс и Обеликс против Цезаря»)
- Клод Риш («Астерикс и Обеликс: Миссия „Клеопатра“»)
- Жан-Пьер Кассель («Астерикс на Олимпийских играх»)
- Пьер Ришар («Астерикс и Обеликс: Поднебесная»)

## Дубляж в России
- Борис Смолкин («Астерикс и Обеликс против Цезаря», «Астерикс и Обеликс: Миссия „Клеопатра“»)
- Валерий Никитенко («Астерикс на Олимпийских играх»)

## Образ друида Панорамикса
Вероятно, образ друида в белых одеждах, взбирающегося на дубы с серпом и косящего омелу, лучше всего знаком как раз благодаря галльской фигуре Панорамикса. Комикс «Астерикс и Обеликс» объединяет многие аспекты друидского мифа: серп (одна из книг даже называется «Астерикс и Золотой серп»), омела, белая одежда, длинная борода и длинные мантии, тайные встречи (одна из книг как раз посвящена собранию друидов), дубы, связь с травами и природой, магия и мудрость друидов, а также их роль в борьбе с римлянами. Такие элементы помогают создать современный образ друида, который был популярным ещё среди последователей друидов в 19 — начале 20 веков.
Панорамикса можно охарактеризовать как совершенно доброжелательного и достойного восхищения персонажа. При этом сейчас нет никакой возможности описать настоящих друидов (мудрые и набожные по одним историческим свидетельствам, в других текстах они предстают варварскими, невежественными и проводящими жестокие обряды жрецами).